# Świerk
Świerk (Picea A. Dietr.) – rodzaj wiecznie zielonych drzew z rodziny sosnowatych (Pinaceae). Obejmuje 35–38 gatunków. Występują one na obszarach chłodnych i umiarkowanych półkuli północnej. Trzy gatunki w Ameryce Północnej i dwa w Eurazji należą do głównych składników borealnych lasów iglastych (w tajdze azjatyckiej, zwłaszcza we wschodniej Syberii odgrywają mniejszą rolę). Dalej na południe rosną na obszarach górskich oraz wzdłuż atlantyckich wybrzeży Ameryki Północnej i pacyficznych Azji. Najdalej na południe zasięg rodzaju sięga Meksyku i Tajwanu. Największe zróżnicowanie gatunkowe panuje w górach zachodnich Chin oraz w Japonii. W Polsce występuje naturalnie tylko świerk pospolity (Picea abies), natomiast obcymi, ale już zadomowionymi gatunkami są świerk biały P. glauca, świerk kaukaski P. orientalis i świerk sitkajski P. sitchensis. 
Liczne gatunki uprawiane są jako użytkowe, w tym ozdobne, także w postaci różnorodnych odmian. Świerki często wykorzystywane są jako choinki – drzewa strojone z okazji świąt. Są ważnym źródłem drewna o szerokim zastosowaniu, używane są też jako rośliny lecznicze, do wyrobu napojów alkoholowych, korzenie świerkowe wykorzystywane są w plecionkarstwie.

## Morfologia

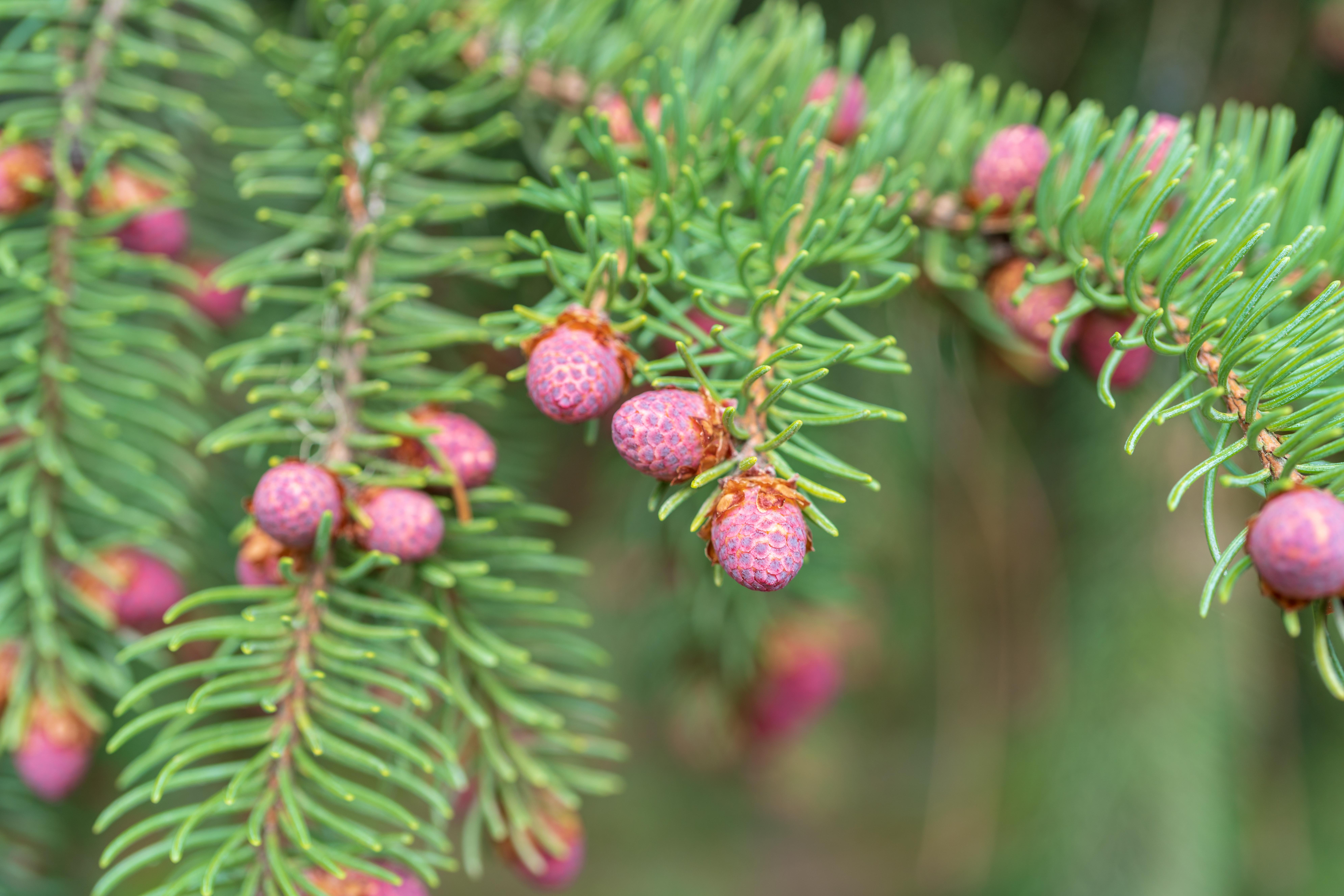
Kwiaty męskie świerku pospolitego

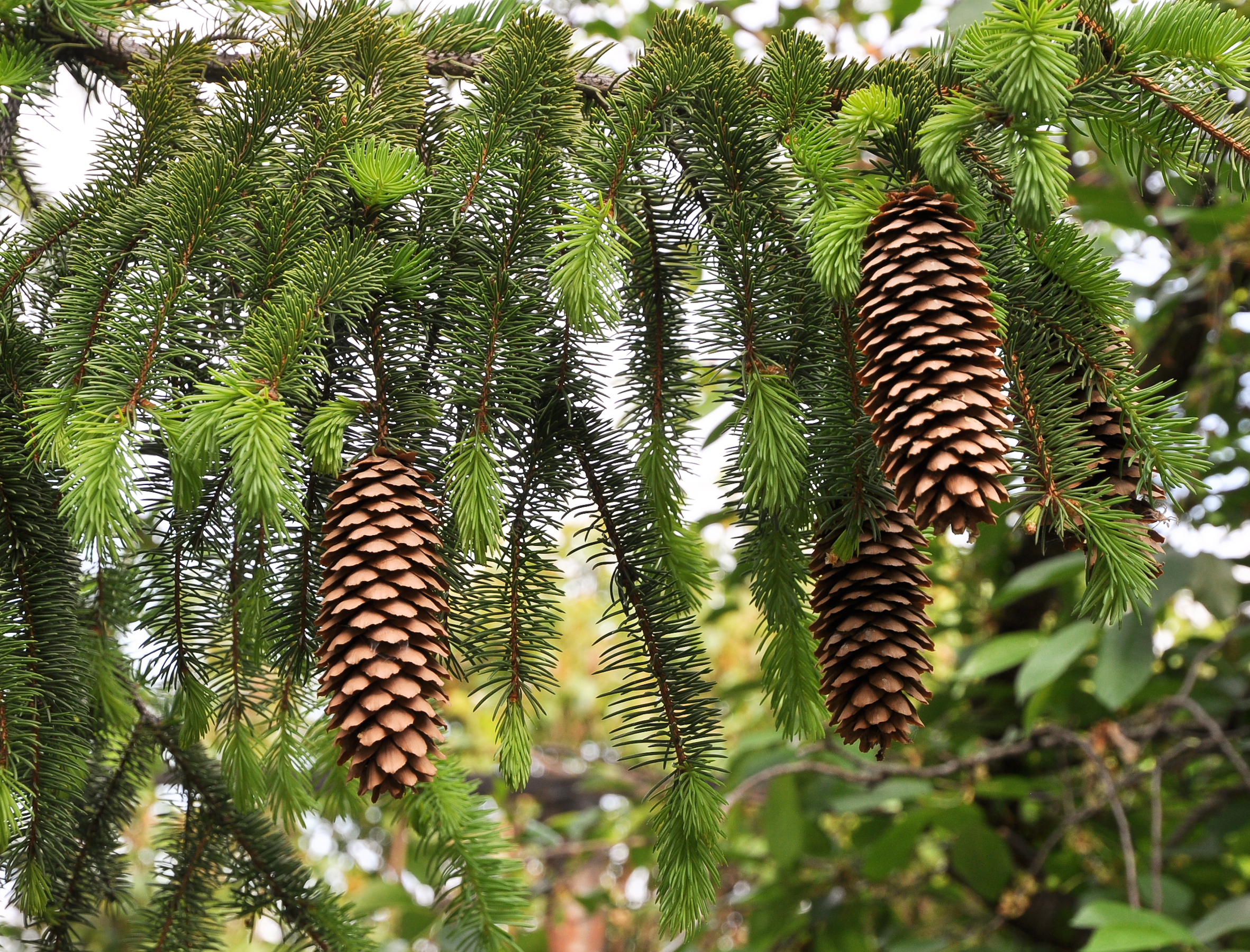
Szyszki świerku pospolitego

PokrójDrzewa o regularnej, stożkowatej koronie, zwykle ostro zakończonej nawet u starych okazów (cecha różniąca od jodeł). Najwęższy pokrój ma świerk serbski P. omorica. Świerki osiągają zwykle 30–40 m wysokości, przy czym najwyższe (świerk sitkajski P. sitchensis) nawet 90 m, świerk ajański P. jezoensis do 60 m, kilka gatunków, w tym świerk pospolity, osiąga ok. 50 m wysokości). Do niższych drzew, osiągających do ok. 20 m, należą: świerk Wilsona P. wilsonii, świerk Koyamy P. koyamae i świerk czarny P. mariana. Konary świerków wyrastają z pnia skrętolegle, na ogół bez wyraźnych okółków. Końcowe odcinki pędów u części gatunków lub odmian zwisają. Kora na pniach jest łuskowata lub tarczkowata, u niektórych gatunków chińskich papierzasto łuszcząca się. Pędy na powierzchni są szorstkie z powodu trwałych trzonków igieł, osadzonych na garbkach między którymi biegną bruzdy. U niektórych gatunków pędy, zwłaszcza młode są bardzo jasne, kontrastujące z ciemnym igliwiem, bywają nagie lub owłosione, czasem za młodu z nalotem woskowym. Pąki stożkowate lub jajowate, rzadko ożywicowane, zwykle koloru podobnego lub ciemniejsze niż pędy.
LiścieSkrętoległe, zimozielone i sztywne igły. Charakterystyczne dla rodzaju jest osadzenie igieł na zdrewniałych trzonkach (podobne występują tylko u rodzaju choina Tsuga). Igły są na przekroju czworokątne, na końcach zaostrzone lub tępe. Osiągają zwykle od 10 do 30 mm długości. Najkrótsze (poza ozdobnymi odmianami krótkoigielnymi) ma świerk kaukaski P. orientalis (zwykle 6–8 mm), najdłuższe występują u świerka Schrenka P. schrenkiana (do 40, rzadziej nawet 50 mm). W zależności od obecności nalotu woskowego i linii aparatów szparkowych liście są jednobarwne zielone lub matowe, srebrzyste ewentualnie dwubarwne (zielone od góry, białawe od dołu).
KwiatyŚwierki są jednopienne a ich kwiaty rozdzielnopłciowe. Kwiaty męskie skupione są w szyszkowatych strobilach blisko końców pędów, za młodu zwykle czerwone lub fioletowe. Kwiaty żeńskie w szyszkach sterczących pionowo zwykle w górnej części korony.
SzyszkiCylindryczne, zwisające, opadające w całości na ziemię. Mają zróżnicowaną wielkość: od 2–3 cm (świerk czarny P. mariana) do 18 cm (świerk pospolity P. abies i świerk himalajski P. smithiana). Dojrzałe szyszki są od słomiastożółtych do brązowych. Widoczne są tylko łuski nasienne, zasłaniające krótkie łuski wspierające. U różnych gatunków bywają sztywne i zaokrąglone lub cienkie, w różnym stopniu nierówne i pofalowane. Nasiona zawsze z pojedynczym, długim skrzydełkiem.

## Systematyka

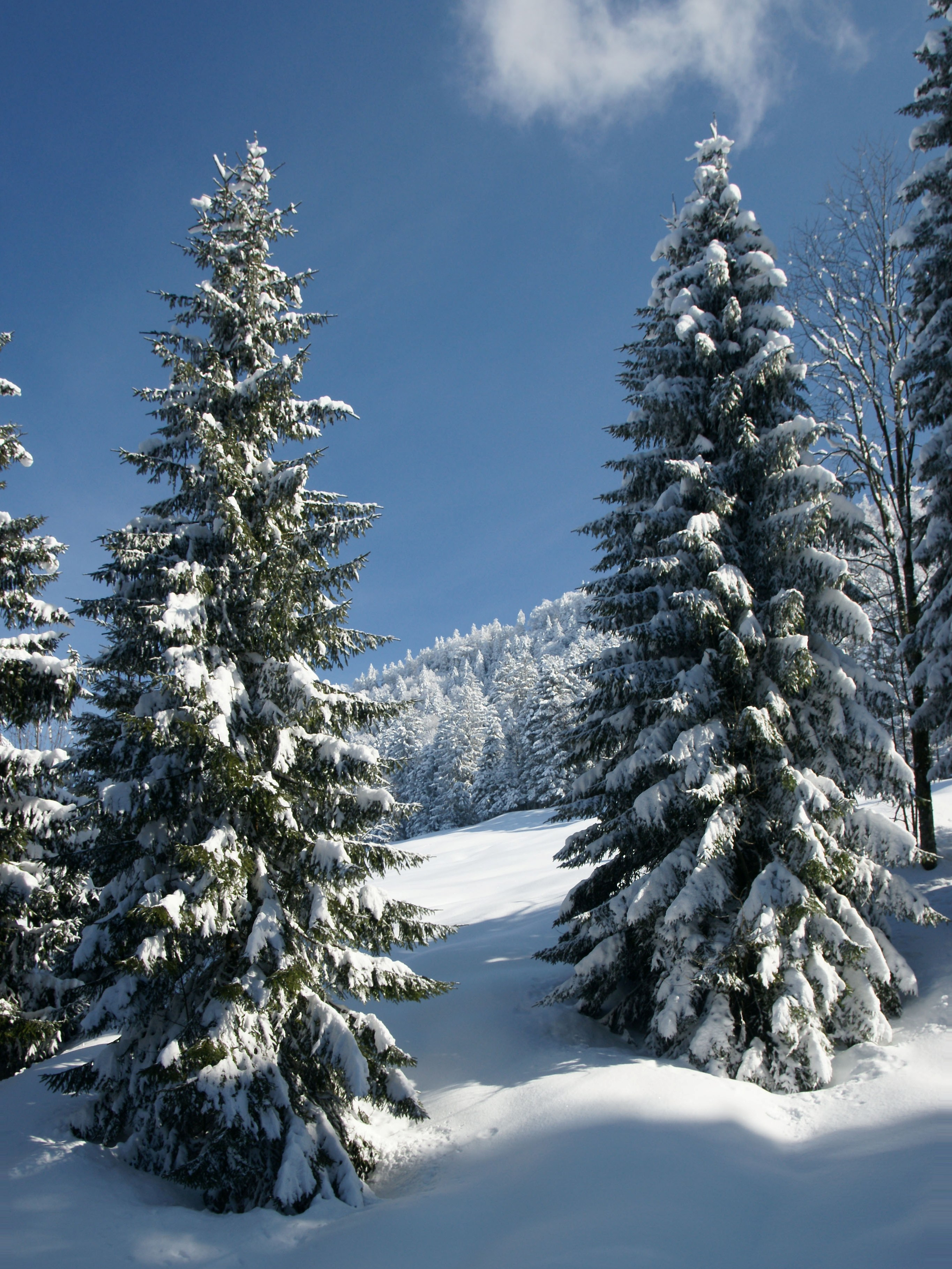
Świerki pospolite w szacie zimowej

Rodzaj świerk Picea jest przedstawicielem podrodziny Pinioideae w obrębie rodziny sosnowatych Pinaceae, dawniej zaliczany był do podrodziny Abietoideae.
Linia rozwojowa obejmująca przodków współczesnych świerków oddzieliła się od blisko spokrewnionego rodzaju sosna Pinus w jurze wczesnej ok. 180 milionów lat temu (w tych badaniach rodzaj ten wskazany jest jako siostrzany), a jeszcze później (ok. 130 milionów lat temu) doszło do oddzielenia linii prowadzącej do rodzaju Cathaya (co stawia ten rodzaj w pozycji siostrzanej wobec świerków). 
Analizy filogenetyczne wykazują, że większość współczesnych przedstawicieli rodzaju wyewoluowała jednak stosunkowo niedawno – w neogenie i pozostają ze sobą blisko spokrewnione – w efekcie łatwo tworzą mieszańce (np. północnoamerykański świerk czarny P. mariana i występujący na niewielkim obszarze w górach bałkańskich świerk serbski P. omorica). Ostatni wspólny przodek współczesnych gatunków żył (zaledwie) 28 milionów lat temu w Azji. Taka historia filogenetyczna rodzaju wskazuje na dawne masowe wymieranie jego przedstawicieli, które łączone jest z okresami gwałtownych spadków temperatur w końcu eocenu. Powstawanie współczesnych gatunków w obrębie rodzaju Picea wiązało się z przemiennym rozszerzaniem się zasięgów (i występującą wówczas introgresją) oraz kurczeniem się (w efekcie izolacją). Regionalne radiacje ewolucyjne wystąpiły we wszystkich trzech grupach (kladach) obejmujących przedstawicieli tego rodzaju w okresie ocieplenia klimatu między 25 a 20 milionami lat temu.
Jako gatunek bazalny, siostrzany dla wszystkich pozostałych współczesnych świerków wskazywano świerk Brewera P. breweriana – wyraźnie odmienny pod względem genetycznym i morfologicznym. Rozszerzona analiza molekularna wykazała jednak, że jest on bazalny jedynie dla tzw. kladu III obejmującego w większości gatunki azjatyckie (świerk Brewera jest jego jedynym przedstawicielem w Ameryce Północnej). Wcześniej doszło do rozdzielenia i powstania kladu I obejmującego gatunki euroazjatyckie i kladu II z wszystkimi pozostałymi gatunkami północnoamerykańskimi.

### Homonimy taksonomiczne
Picea D. Don ex Loudon = Abies P. Miller

### Podział rodzaju

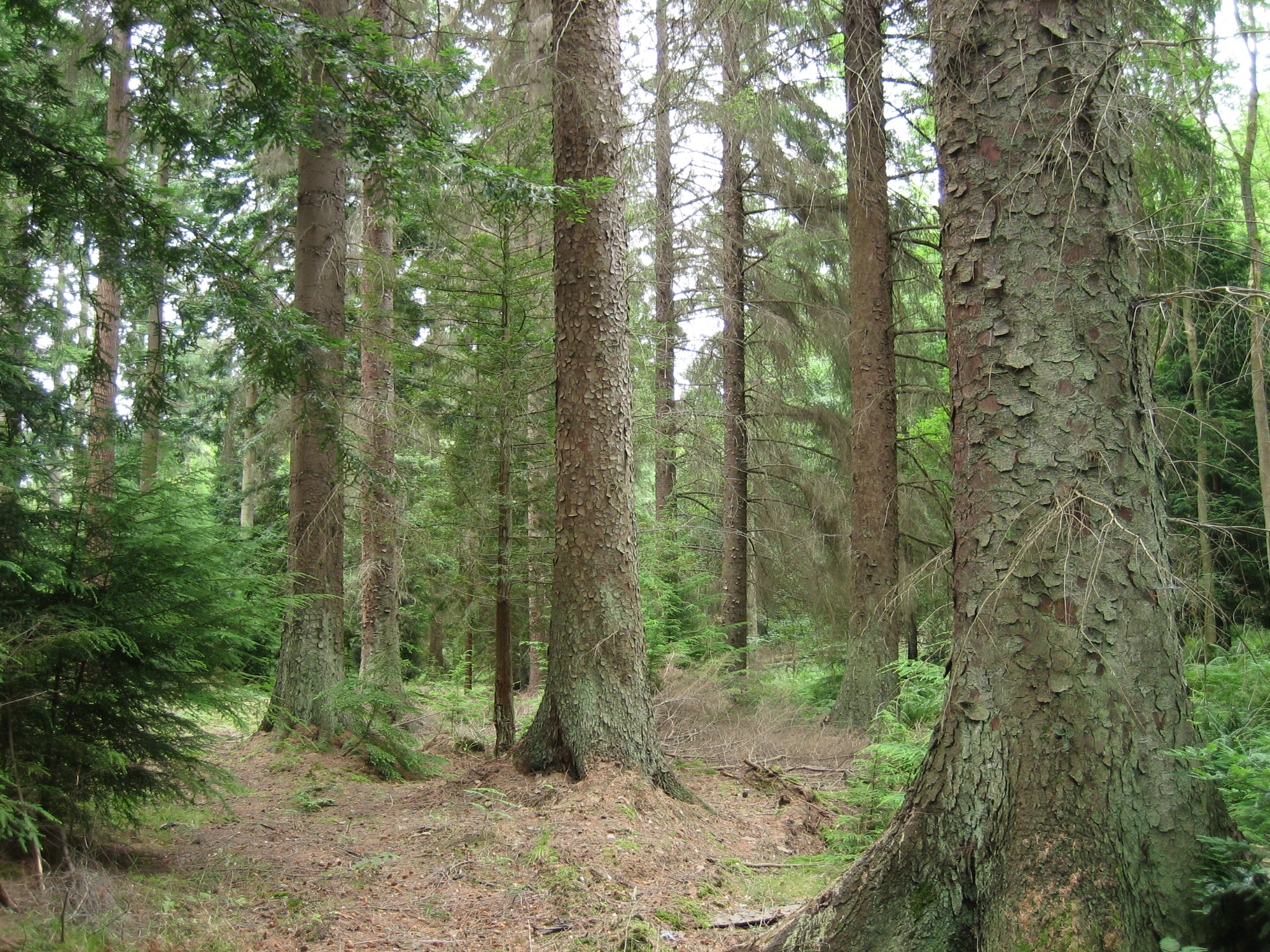
Świerk sitkajski (Picea sitchensis)

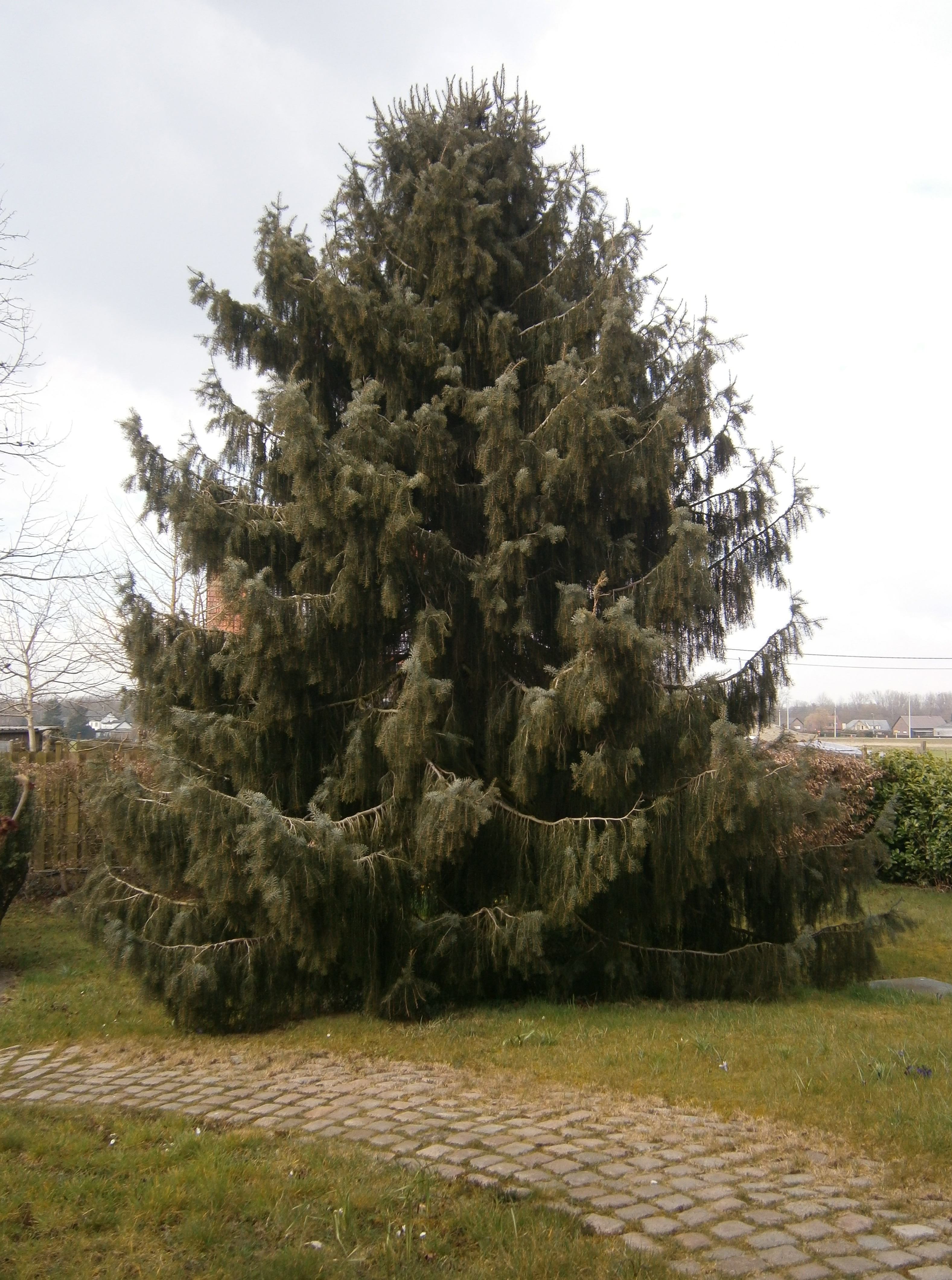
Świerk Brewera (Picea breweriana)

Wykaz gatunków w podziale na trzy klady
Klad I – gatunki euroazjatyckie
- Picea abies (L.) H.Karst. – świerk pospolity
- Picea alcoquiana (H.J.Veitch ex Lindl.) Carrière – świerk dwubarwny
- Picea asperata Mast. – świerk gruboigłowy, świerk chiński
- Picea crassifolia Kom.
- Picea glehnii (F.Schmidt) Mast. – świerk sachaliński
- Picea jezoensis (Siebold & Zucc.) Carrière – świerk ajański
- Picea koraiensis Nakai – świerk koreański
- Picea koyamae Shiras. – świerk Koyamy, świerk japoński
- Picea maximowiczii Regel ex Mast. – świerk Maksymowicza
- Picea meyeri Rehder & E.H.Wilson
- Picea obovata Ledeb. – świerk syberyjski
- Picea omorika (Pancic) Purk. – świerk serbski
- Picea orientalis (L.) Peterm. – świerk kaukaski
- Picea retroflexa Mast.
- Picea torano (Siebold ex K.Koch) Koehne – świerk szydlasty, świerk tygrysi

Klad II – gatunki północnoamerykańskie
- Picea chihuahuana Martínez
- Picea engelmannii Parry ex Engelm. – świerk Engelmanna
- Picea glauca (Moench) Voss – świerk biały, świerk kanadyjski
- Picea mariana (Mill.) Britton, Sterns & Poggenb. – świerk czarny
- Picea pungens Engelm. – świerk kłujący, świerk srebrny
- Picea rubens Sarg. – świerk czerwony
- Picea sitchensis (Bong.) Carrière – świerk sitkajski

Klad III – gatunki azjatyckie i jeden północnoamerykański (P. breweriana)
- Picea brachytyla (Franch.) E.Pritz. – świerk Sargenta
- Picea breweriana S.Watson – świerk Brewera
- Picea farreri C.N.Page & Rushforth
- Picea likiangensis (Franch.) E.Pritz. – świerk likiangeński
- Picea morrisonicola Hayata
- Picea neoveitchii Mast. – świerk Veitcha
- Picea purpurea Mast.
- Picea schrenkiana Fisch. & C.A.Mey. – świerk Schrenka
- Picea smithiana (Wall.) Boiss. – świerk himalajski
- Picea spinulosa (Griff.) A.Henry
- Picea wilsonii Mast. – świerk Wilsona

Incertae sedis i mieszańce międzygatunkowe
- Picea aurantiaca Mast.
- Picea austropanlanica Silba
- Picea shennongjianensis Silba
- Picea × albertiana S.Br.
- Picea × fennica (Regel) Kom.
- Picea × lutzii Little
- Picea × notha Rehder

## Ekologia
Rodzaj obejmuje rośliny dobrze adaptowane do niskich temperatur zarówno w okresie zimowym, jak i w sezonie wegetacyjnym. Świerki potrafią rozwijać się w warunkach skróconego sezonu wegetacyjnego, nawet jeśli trwa on tylko przez 5–6 tygodni w roku. Na obszarach w południowej części zasięgu rodzaju występują gatunki związane z chłodnym klimatem górskim lub kształtowanym przez zimne wody oceaniczne i cechującym się dużym zachmurzeniem. Wiele gatunków świerków tworzy cieniste i w takich wypadkach ubogie gatunkowo lasy. Zwłaszcza w warunkach uprawy plantacyjnej świerki tworzą zbiorowiska o skrajnie ubogim zróżnicowaniu gatunkowym, podczas gdy w lasach naturalnych, mimo panowania świerka i silnego zacienienia, różnorodne gatunki zasiedlają luki i płaty o zróżnicowanej strukturze przestrzennej i wiekowej drzewostanu. 